# Линейная организационная структура
Линейная организационная структура (англ. Line organizational structure) — это самая простая иерархическая структура управления, называемая также пирамидальной или бюрократической. Линейная структура состоит из руководителя (предприятия) и нескольких подчиненных работников, крупные же предприятия могут иметь до 3-4-х и более уровней иерархии.
Основные преимущества линейных организационных структур:
- четкая система взаимных связей;
- быстрота реакции в ответ на прямые приказания;
- согласованность действий исполнителей;
- оперативность в принятии решений;
- ясно выраженная личная ответственность руководителя за принятые решения.

Основные недостатки линейных организационных структур:
- большое количество ступеней управления между высшим звеном и работником;
- большое количество управленцев верхнего уровня;
- решение оперативных проблем доминирует над стратегическими;
- малая гибкость и приспособляемость к новой ситуации.

Типы связей:
- прямые единичные между подчиненными;
- перекрестные между подчиненными;
- прямые между руководителем и любой комбинацией подчиненных.